# Europäischer Stabilitätsmechanismus

ESM-Mitglieder
Andere EU-Mitglieder

Der Europäische Stabilitätsmechanismus (kurz ESM, englisch European Stability Mechanism, französisch Mécanisme européen de stabilité) ist eine zwischenstaatliche Organisation mit Sitz in Luxemburg. Er wurde durch einen am 27. September 2012 in Kraft getretenen völkerrechtlichen Vertrag zwischen den Mitgliedstaaten der Eurozone gegründet und ist damit rechtlich unabhängig von der Europäischen Union. Sein geschäftsführender Direktor (CEO) ist der Luxemburger Pierre Gramegna.
Aufgabe des ESM ist es, überschuldete Mitgliedstaaten der Eurozone durch (an Reformbedingungen geknüpfte) Kredite und Bürgschaften zu unterstützen, um deren Zahlungsfähigkeit zu sichern. Er ist damit Teil des Euro-Rettungsschirms und löste am 1. Juli 2013 die Europäische Finanzstabilisierungsfazilität (EFSF) weitgehend ab.

## Vorgeschichte
Trotz der Gründung der Europäischen Finanzstabilisierungsfazilität (EFSF) im Juni 2010 setzte sich die Eurokrise weiter fort. Neben Griechenland waren auch Irland und Portugal betroffen. Wegen des absehbar zu frühen Auslaufens der EFSF im Juni 2013 wurden Forderungen lauter, einen dauerhaften Mechanismus für Krisenfälle zu etablieren. Nachdem verschiedene Vorschläge wie die Einführung sogenannter Eurobonds oder die Einrichtung einer Staateninsolvenzordnung von mehreren Staaten – auch von der deutschen Bundeskanzlerin Merkel – abgelehnt worden waren, beschlossen die Regierungschefs der Euro-Gruppe auf dem Gipfel des Europäischen Rates am 16./17. Dezember 2010, den Art. 136 AEU-Vertrag zu erweitern, um die Gründung des ESM zu ermöglichen. Diese Vertragsänderung wurde am 2. Februar 2012 von den Botschaftern der Euro-Staaten unterzeichnet.
Am 9. Dezember 2011 vereinbarten die Staats- und Regierungschefs der Eurozone, Schritte in Richtung auf eine stärkere Wirtschaftsunion zu unternehmen, einschließlich eines neuen fiskalpolitischen Pakts und einer verstärkten wirtschaftspolitischen Koordinierung, die durch einen Vertrag über Stabilität, Koordinierung und Steuerung in der Wirtschafts- und Währungsunion (VSKS) umzusetzen sei. Der VSKS soll dazu beitragen, eine engere Koordinierung der Wirtschaftspolitik in der Eurozone zu entwickeln, um eine dauerhafte, gesunde und stabile Verwaltung der öffentlichen Finanzen zu gewährleisten und so eine der Hauptursachen der finanziellen Instabilitäten anzugehen. Der ESM-Vertrag und der VSKS-Vertrag sollen sich gegenseitig bei der Verstärkung der haushaltspolitischen Verantwortlichkeit innerhalb der Europäischen Wirtschafts- und Währungsunion ergänzen; so sei der ESM „Ausdruck der Solidarität innerhalb der Europäischen Union, aber auch des Willens zur gemeinschaftlichen Selbstbehauptung in der internationalen Umwelt.“ Funktional ist der ESM ein Teil des Euro-Rettungsschirms.

## Ziel des ESM
Mit dem ESM sollen zahlungsunfähige Mitgliedstaaten der Eurozone, unter Einhaltung wirtschaftspolitischer Auflagen (Artikel 13 des ESM-Vertrages), mit Krediten der Gemeinschaft der Euro-Staaten unterstützt werden, wobei auch anderen Mitgliedstaaten der Europäischen Union der Beitritt zu diesem Vertrag offensteht (Art. 44).
Das wesentliche Instrumentarium des ESM sind Notkredite und Bürgschaften (auch als „Haftungsgarantien“ bezeichnet): Überschuldete Mitgliedstaaten sollen Kredite zu subventionierten Konditionen erhalten. Im ESM-Vertrag ist zudem festgeschrieben, dass jeder Mitgliedstaat, der Hilfe durch den ESM erhält, ein makroökonomisches Anpassungsprogramm umsetzen muss sowie eine tiefgehende Analyse über die Nachhaltigkeit seiner Staatsschuldensituation unternehmen soll (Art. 12, Art. 13 Abs. 3 ESM-Vertrag).

## Rechtlicher Rahmen

### Gründungsvertrag
Der ESM wird begründet durch den „Vertrag zur Einrichtung des Europäischen Stabilitätsmechanismus zwischen dem Königreich Belgien, der Bundesrepublik Deutschland, der Republik Estland, Irland, der Hellenischen Republik, dem Königreich Spanien, der Französischen Republik, der Italienischen Republik, der Republik Zypern, dem Großherzogtum Luxemburg, Malta, dem Königreich der Niederlande, der Republik Österreich, der Portugiesischen Republik, der Republik Slowenien, der Slowakischen Republik und der Republik Finnland“.
Dieser völkerrechtliche Vertrag wurde am 23. Januar 2012 von den Finanzministern der Euro-Staaten beschlossen und am 2. Februar 2012 durch die Botschafter der Mitgliedstaaten in Brüssel unterzeichnet. Inzwischen haben alle Unterzeichnerstaaten den Vertrag ratifiziert.
Die Finanzminister der Euro-Staaten billigten zudem am 14. September 2012 in Nikosia die vom Bundesverfassungsgericht geforderten Auflagen. Eine entsprechende „interpretative Erklärung“ zum ESM-Vertrag hat das Bundeskabinett am 26. September 2012 gebilligt; sie wurde am 27. September 2012 von den Unterzeichnerstaaten beschlossen. Damit trat der Gründungsvertrag am 27. September 2012 in Kraft.
| Unterzeichner | ratifiziert | Kommentar |
| ------------- | ----------- | --- |
| Deutschland   | ja          | Am 29. Juni 2012 haben der Bundestag und der Bundesrat jeweils mit der erforderlichen Zweidrittelmehrheit dem Gesetz zu dem Vertrag vom 2. Februar 2012 zur Einrichtung des Europäischen Stabilitätsmechanismus zugestimmt. Der Bundespräsident hat dieses Gesetz wegen absehbarer Verfassungsklagen nicht sofort unterzeichnet, sondern erst am 13. September 2012, also einen Tag nach der Entscheidung des Bundesverfassungsgerichts zu den bis dahin eingegangenen Eilanträgen. Das Gericht hatte den Anträgen der Kläger auf eine einstweilige Anordnung nicht stattgegeben, aber vor einer Ratifizierung noch zusätzliche, völkerrechtlich gesicherte Regelungen gefordert. Nachdem die Mitgliedstaaten der Eurozone eine gemeinsame Erklärung zur Interpretation von Artikel 8 Abs. 5, Artikel 32 Abs. 5, Artikel 34 und Artikel 35 Abs. 1 des Vertrages unterzeichnet hatten, um die Maßgaben des Bundesverfassungsgerichts völkerrechtlich sicherzustellen, hat der Bundespräsident am 27. September 2012 die Ratifikationsurkunde unterzeichnet. |
| Niederlande   | ja          | Ungeachtet der Differenzen segnete in den Niederlanden das Oberhaus des Parlaments am 3. Juli den ESM ab, nachdem das Unterhaus schon im Juni mit Zweidrittelmehrheit für den Euro-Rettungsschirm gestimmt hatte. |
| Luxemburg     | ja          | Parlamentarische Zustimmung am 26. Juni 2012. |
| Finnland      | ja          | Die Abgeordneten des finnischen Parlaments haben am 21. Juni 2012 für die Ratifizierung des ESM-Vertrags gestimmt. 104 Volksvertreter stimmten für und 71 gegen den Vertrag. Jedoch machte die finnische Finanzministerin am 6. Juli deutlich, dass ihre Regierung einer gemeinsamen Haftung für die Schulden und Risiken der Euroländer nicht zustimmen werde. Auch eine Bankenunion mit gemeinsamer Haftung lehnte sie ab. Finnland werde eine „harte Haltung“ einnehmen, wenn es um Rettungspläne für die Eurozone geht, sagte Urpilainen. „Wir sind konstruktiv und wollen die Krise lösen – aber nicht um jeden Preis.“ |
| Estland       | ja          | Der estnische Rechtskanzler Indrek Teder hat den Vertrag dem estnischen Verfassungsgericht im Frühjahr zur Prüfung vorgelegt, da Artikel 4 Absatz 4 seiner Ansicht nach gegen die Verfassung verstößt. Das Gericht hat am 12. Juli 2012 sein Urteil veröffentlicht. 10 der 19 Richter wiesen die Beschwerde zurück. Am 30. August 2012 stimmte das Estnische Parlament mehrheitlich für den ESM. |
| Malta         | ja          | Parlamentarische Zustimmung am 6. Juli 2012. |
| Slowenien     | ja          | Parlamentarische Zustimmung am 19. April 2012. |
| Zypern        | ja          | Parlamentarische Zustimmung am 30. Mai 2012. |
| Slowakei      | ja          | Parlamentarische Zustimmung am 22. Juni 2012. |
| Frankreich    | ja          | Zustimmung in beiden Kammern am 28. Februar 2012. |
| Österreich    | ja          | Am 4. Juli 2012 hat der Nationalrat mit der notwendigen Zweidrittelmehrheit den ESM und den Fiskalpakt abgesegnet. Die Zustimmung des Bundespräsidenten erfolgte am 17. Juli 2012. |
| Belgien       | ja          | Das belgische Parlament hat den ESM am 14. Juni 2012 ratifiziert. 90 Abgeordnete haben mit Ja gestimmt, 14 mit Nein. Es gab 24 Enthaltungen. |
| Portugal      | ja          | Parlamentarische Zustimmung am 13. April 2012. |
| Griechenland  | ja          | Parlamentarische Zustimmung am 28. März 2012. |
| Irland        | ja          | Das Oberste Gericht hat am 10. Juli 2012 die Verfassungsmäßigkeit des ESM bestätigt, aber einige rechtliche Fragen an den Europäischen Gerichtshof verwiesen. Bis zum Ausgang des Verfahrens hat die Regierung die Unterzeichnung der Ratifikationsurkunde ausgesetzt. |
| Italien       | ja          | Der italienische Senat hat am 12. Juli den Euro-Rettungsschirm ESM und den EU-Fiskalpakt gebilligt. Am 19. Juli 2012 hat auch das italienische Parlament zugestimmt. |
| Spanien       | ja          | Zustimmung des Congreso de los Diputados am 17. Mai 2012 und durch den Senado am 6. Juni 2012. |

Zwischenzeitlich sind auch die Euro-Länder Lettland, Litauen und Kroatien beigetreten.

### Inkrafttreten des ESM-Vertrags
Der Vertrag bedurfte der Ratifikation, Genehmigung oder Annahme durch die Unterzeichner. Er trat an dem Tag in Kraft, an dem die Ratifikations-, Genehmigungs- oder Annahmeurkunden von so vielen Unterzeichner-Ländern beim Generalsekretariat des Rates der Europäischen Union hinterlegt worden waren, dass deren Erstzeichnungen mindestens 90 % der gesamten vereinbarten Zeichnungen ausmachten. Diese Bedingung wurde durch Hinterlegung der deutschen Ratifikationsurkunde am 27. September 2012 erfüllt und in Deutschland am 1. Oktober 2012 (BGBl. II S. 1086) bekanntgemacht.

### Rechtsform und Sitz des ESM
Der Europäische Stabilitätsmechanismus ist eine unabhängige, internationale Finanzinstitution (Art. 1). Er hat seinen Sitz und seine Hauptverwaltung in Luxemburg und kann ein Verbindungsbüro in Brüssel einrichten (Art. 31). Der ESM besitzt volle Rechtspersönlichkeit und ist uneingeschränkt rechts- und geschäftsfähig. Er ist institutionell unabhängig von der EU. Der ESM ist von jeglichen Beschränkungen, Zulassungs- und Lizenzierungspflichten, wie sie sonst für Kreditinstitute und Finanzdienstleistungsunternehmen gelten, befreit (Art. 32).

### Kapitalausstattung des ESM
Das anfängliche Stammkapital des ESM beträgt 700 Mrd. Euro. Laut den Bedingungen aus dem ESM-Vertrag entfallen auf Deutschland 190 Mrd. Euro. Wenn Deutschland die Anteile der ausfallgefährdeten Staaten Portugal, Griechenland, Spanien und Italien übernehmen muss, erhöht sich der Betrag um 110 Mrd. Euro (190 + 110 = 300).
Die nachfolgende Tabelle zeigt die ESM-Mitglieder mit ihrem jeweiligen prozentualen Anteil am ESM, ihrem gezeichneten und eingezahlten Kapital.
| Euro-Land    | Anteil am ESM in % | gezeichnetes Kapital in Mrd. € | eingezahltes Kapital in Mrd. € |
| ------------ | ------------------ | ------------------------------ | ------------------------------ |
| Österreich   | 2,7644             | 19,48                          | 2,23                           |
| Belgien      | 3,4534             | 24,34                          | 2,78                           |
| Zypern       | 0,1949             | 1,37                           | 0,16                           |
| Estland      | 0,1847             | 1,30                           | 0,15                           |
| Finnland     | 1,7852             | 12,58                          | 1,44                           |
| Frankreich   | 20,2471            | 142,70                         | 16,31                          |
| Deutschland  | 26,9616            | 190,02                         | 21,72                          |
| Griechenland | 2,7975             | 19,72                          | 2,25                           |
| Irland       | 1,5814             | 11,14                          | 1,27                           |
| Italien      | 17,7917            | 125,40                         | 14,33                          |
| Lettland     | 0,2746             | 1,93                           | 0,22                           |
| Litauen      | 0,4063             | 2,86                           | 0,33                           |
| Luxemburg    | 0,2487             | 1,75                           | 0,20                           |
| Malta        | 0,0726             | 0,51                           | 0,06                           |
| Niederlande  | 5,6781             | 40,02                          | 4,57                           |
| Portugal     | 2,4921             | 17,56                          | 2,01                           |
| Slowakei     | 0,8184             | 5,77                           | 0,66                           |
| Slowenien    | 0,4247             | 2,99                           | 0,34                           |
| Spanien      | 11,8227            | 83,33                          | 9,52                           |
| Gesamt       | 100,0000           | 704,80                         | 80,55                          |

Der ESM finanziert sich regelmäßig am Finanzmarkt. Bei der Versteigerung von Geldmarktpapieren mit einer Laufzeit von drei Monaten im Februar 2013 erfolgte der Zuschlag bei einer Rendite von 0,0158 %. Bei der ersten Auktion hatten die Anleger einen negativen Zinssatz von 0,0324 % akzeptiert.

### Rechnungslegung des ESM
Der ESM veröffentlicht einen Jahresbericht mit einem geprüften Jahresabschluss und übermittelt den ESM-Mitgliedern einen zusammengefassten Quartalsabschluss und eine Gewinn- und Verlustrechnung, die das Ergebnis seiner Operationen ausweist (Art. 27). Die Abschlussprüfer für den Jahresabschluss des ESM werden vom Gouverneursrat bestellt (Art. 29).

### Verschwiegenheitspflicht und Immunität
Personen, die für den ESM oder in Zusammenhang damit tätig sind oder tätig waren, unterliegen einer beruflichen Schweigepflicht (Art. 34). Die Mitglieder des Gouverneursrats, die Mitglieder des Direktoriums und alle Bediensteten des ESM genießen außerdem Immunität von der Gerichtsbarkeit hinsichtlich ihrer in amtlicher Eigenschaft vorgenommenen Handlungen und Unverletzlichkeit hinsichtlich ihrer amtlichen Schriftstücke und Unterlagen (Art. 35).

### Ausstieg aus dem ESM
Im ESM-Vertrag selbst ist eine Ausstiegsmöglichkeit einzelner Mitglieder nicht vorgesehen. Eine völkerrechtlich akzeptierte, einseitige Kündigung wäre damit nur unter „außergewöhnlichen Umständen“ gemäß Artikel 54 ff. der Wiener Vertragsrechtskonvention möglich.

## Aufbau und Abstimmungsregeln
Die Organe des ESM bestehen aus einem Gouverneursrat, einem Direktorium mit einem geschäftsführenden Direktor (CEO) und aus anderen, für erforderlich erachteten Bediensteten.

### Gouverneursrat
Der Gouverneursrat wird aus den für Finanzen zuständigen Vertretern der ESM-Mitgliedsländer gebildet: Jedes Mitgliedsland ernennt ein Mitglied des Gouverneursrats und ein stellvertretendes Mitglied. Der Gouverneursrat wählt aus seinen Kreisen einen Vorsitzenden und einen stellvertretenden Vorsitzenden für eine Amtszeit von zwei Jahren (Art. 5 Abs. 2). Ist der Vorsitzende nicht mehr Finanzminister seines Landes, wird neu gewählt.
Mit der Gründungsversammlung des Gouverneursrates am 8. Oktober 2012 nahm der ESM seine operative Tätigkeit auf.

### Direktorium
Jedes Mitglied des Gouverneursrats ernennt ein Mitglied und ein stellvertretendes Mitglied des Direktoriums. Das Direktorium soll gewährleisten, dass der ESM gemäß Vertrag und Satzung geführt wird. Es fasst die Beschlüsse, die ihm nach Maßgabe des ESM-Vertrags obliegen oder die ihm vom Gouverneursrat übertragen werden.

### Geschäftsführender Direktor
Der Geschäftsführende Direktor wird vom Gouverneursrat für fünf Jahre ernannt. Eine einmalige Wiederernennung ist möglich sowie die vorzeitige Beendigung der Amtszeit durch Beschluss des Gouverneursrats. Er muss Staatsangehöriger eines ESM-Mitgliedslandes sein und darf nicht dem Gouverneursrat oder dem Direktorium angehören (Art. 7 Abs. 1). Für den geschäftsführenden Direktor ist ein Grundgehalt von 324.000 Euro brutto jährlich vorgesehen.
Der Geschäftsführende Direktor vertritt den ESM nach außen, führt die laufenden Geschäfte und steht allen Bediensteten des ESM vor. Er ist für die Organisation, Ernennung und Entlassung der Bediensteten nach Maßgabe der vom Direktorium zu beschließenden Beschäftigungsbedingungen zuständig (Art. 7 Abs. 4 und 5).

### Bedienstete
Bedienstete des ESM werden vom Geschäftsführenden Direktor ernannt oder entlassen. Ihre Gehälter und sonstigen Bezüge unterliegen einer internen Steuer zugunsten des ESM. Vom Tag der Erhebung dieser Steuer an sind diese Gehälter und Bezüge von der jeweiligen nationalen Einkommensteuer befreit (Art. 36 Abs. 5).
Ende 2012 sollen beim Rettungsfonds zunächst rund 75 Angestellte arbeiten. Für leitende Angestellte sind Gehälter von 64.000 bis 167.000 Euro vorgesehen.

### Abstimmungsregeln
Der ESM-Vertrag enthält komplexe Abstimmungsregelungen für Beschlüsse des Gouverneursrates und des Direktoriums. Gemäß Art. 4 sind der Gouverneursrat und das Direktorium beschlussfähig, wenn 2/3 der stimmberechtigten Mitglieder anwesend sind, auf die mindestens 2/3 der Stimmen entfallen.
Gemäß Art. 4 Abs. 7 entsprechen die Stimmrechte eines Landes der jeweiligen Beteiligung des Landes am ESM (vgl. Tabelle oben).
Besteht Beschlussfähigkeit, entscheiden das Direktorium bzw. der Gouverneursrat in gegenseitigem Einvernehmen, mit qualifizierter Mehrheit oder mit einfacher Mehrheit. Eine qualifizierte Mehrheit verlangt 80 % der Stimmen. Entscheidungen in gegenseitigem Einvernehmen verlangen grundsätzlich Einstimmigkeit, werden aber durch abwesende Mitglieder und Enthaltungen nicht verhindert. In dringlichen Fällen erfordert eine Entscheidung in gegenseitigem Einvernehmen eine Zustimmung von nur 85 % der abgegebenen Stimmen. Gemäß Art. 5 Abs. 5 setzen die meisten grundlegenden Entscheidungen des Gouverneursrates Entscheidungen in gegenseitigem Einvernehmen voraus.
Aufgrund dieser Regelungen können Deutschland und Frankreich, welche über 26,9616 % bzw. 20,2471 % der Stimmrechte verfügen, Beschlüsse in gegenseitigem Einvernehmen und Beschlüsse mit qualifizierter Mehrheit verhindern, sofern die jeweiligen Vertreter an der Sitzung teilnehmen und mit „nein“ stimmen. Italien verfügt über 17,7917 % der Stimmrechte, somit kann auch Italien Beschlüsse in gegenseitigem Einvernehmen verhindern. Beschlüsse mit qualifizierter Mehrheit können von Italien jedoch nicht verhindert werden. Alle weiteren Länder können weder Dringlichkeitsbeschlüsse in gegenseitigem Einvernehmen verhindern, noch Beschlüsse mit qualifizierter Mehrheit. Da eine Enthaltung einem Beschluss in gegenseitigem Einvernehmen nicht entgegensteht, verpflichten §§ 4 und 5 des ESM-Finanzierungsgesetzes die deutschen Vertreter in Gouverneursrat und Direktorium, einen Vorschlag ausdrücklich abzulehnen, sofern nicht der Deutsche Bundestag oder sein Haushaltsausschuss einen zustimmenden Beschluss gefasst hat.

## Finanzielles Risiko für die Bundesrepublik Deutschland
Der ESM-Vertrag begrenzt die finanzielle Haftung Deutschlands auf 190 Mrd. Euro. Im Sommer 2012 bestritt der Universitätsprofessor Stefan Homburg jedoch die Existenz einer Haftungsobergrenze. Nach Ansicht Homburgs konnte die Haftung Deutschlands ohne Vertragsänderung beliebig erhöht werden. Dieser These trat der Parlamentarische Staatssekretär im Bundesministerium der Finanzen Steffen Kampeter entgegen. Der leitende Redakteur Rainer Hank der Frankfurter Allgemeinen Sonntagszeitung verglich die Positionen und unterstützte Homburgs Kritik.
Aufgrund dieser Debatte forderte das Bundesverfassungsgericht in seinem Urteil vom 12. September 2012 zusätzliche völkerrechtliche Regelungen, um Haftungsrisiken auszuschließen. Die Bundesregierung entsprach dieser Maßgabe, indem sie den Vertragspartnern eine Auslegungserklärung vorlegte: Darin wird bekräftigt, der ESM-Vertrag sei so auszulegen, dass die Haftung auf den jeweiligen Anteil am Stammkapital begrenzt ist. Die Auslegungserklärung ist ihrem Wortlaut nach wesentliche Vertragsgrundlage, so dass eine spätere andere Auslegung nach völkerrechtlichen Grundsätzen zur Kündigung berechtigen könnte. Deutschland hinterlegte seine Ratifikationsurkunde erst, nachdem alle Vertragspartner die Auslegungserklärung unterzeichnet hatten.

## Stabilitätshilfen des ESM
Stabilitätshilfen des ESM können nach dem Wortlaut des Vertrags diejenigen Staaten erhalten, die den Fiskalpakt ratifiziert haben. Darüber hinaus führt der ESM die Programme der abgelösten EFSF fort.
Der Vertragstext unterscheidet folgende Maßnahmen: Vorsorgliche ESM-Finanzhilfen (Art. 14), Finanzhilfen zur Rekapitalisierung von Banken (Art. 15), Darlehen (Art. 16), Primärmarkt-Unterstützungsfazilitäten (Art. 17) sowie Sekundärmarkt-Unterstützungsfazilitäten (Art. 18). Gemäß der Öffnungsklausel in Art. 19 kann der Gouverneursrat die vorstehende Liste beliebig erweitern.
Entgegen dem Vertragstext, der ausschließlich Zahlungen an Mitgliedstaaten vorsieht, beschloss der Gouverneursrat am 8. Dezember 2014 eine auf Art. 19 gestützte einschneidende Erweiterung des Instrumentariums: Künftig kann der ESM Banken unmittelbar rekapitalisieren bzw. subventionieren. Der Ansässigkeitsstaat der unterstützten Bank wird nicht zwischengeschaltet, und seine Staatsschuldenquote bleibt unverändert. Der Jurist Dietrich Murswiek sieht diese Kompetenzerweiterung als Verstoß gegen den Vertrag.
Im Folgenden werden die Programme in chronologischer Reihenfolge aufgeführt:
- Irland und Portugal: Diese beiden Staaten hatten ursprünglich Gelder von der EFSF erhalten. Die Verwaltung übernahm später der ESM. Das Programm für Irland wurde am 8. Dezember 2013 abgeschlossen, das Programm für Portugal am 18. Mai 2014.[34][35]
- Spanien: Am 20. Juli 2012 sagte die Eurogruppe Spanien finanzielle Unterstützung bis zu 100 Mrd. Euro zu. Hiervon wurden 41,3 Mrd. Euro bis zum Abschluss des Programms am 31. Dezember 2013 ausgezahlt.[36]
- Zypern: Am 24. April 2013 stimmte der Gouverneursrat grundsätzlich einem Programm für Zypern im Umfang von 10 Mrd. Euro zu. Hiervon sollen der ESM 9 Mrd. und der IWF 1 Mrd. Euro übernehmen.[37] Bis zum Abschluss des Programms am 31. März 2016 rief Zypern 6,3 Milliarden Euro ab.[38]
- Griechenland 2015: Am 19. August 2015 billigten das Direktorium und der Gouverneursrat ein weiteres Programm für Griechenland im Umfang von 86 Mrd. Euro.[39] Ein erster Teilbetrag von 10 Mrd. Euro wurde am folgenden Tag ausgezahlt.[40]

### Entwicklung der Finanzhilfen
In der folgenden Tabelle sind die Finanzhilfen von ESM und EFSF aufgelistet, soweit sie bis zum jeweiligen Quartal noch zur Rückzahlung ausstanden.
| Quartal         | Griechenland | Portugal    | Irland      | Spanien     | Zypern      | GESAMT        |
| --------------- | ------------ | ----------- | ----------- | ----------- | ----------- | ------------- |
| 1. Quartal 2011 | --           | --          | 3,6 Mrd. €  | --          | --          | 3,6 Mrd. €    |
| 2. Quartal 2011 | --           | 5,9 Mrd. €  | 3,6 Mrd. €  | --          | --          | 9,5 Mrd. €    |
| 3. Quartal 2011 | --           | 5,9 Mrd. €  | 3,6 Mrd. €  | --          | --          | 9,5 Mrd. €    |
| 4. Quartal 2011 | --           | 6,9 Mrd. €  | 7,6 Mrd. €  | --          | --          | 14,5 Mrd. €   |
| 1. Quartal 2012 | 40,5 Mrd. €  | 9,6 Mrd. €  | 9,3 Mrd. €  | --          | --          | 59,4 Mrd. €   |
| 2. Quartal 2012 | 81,0 Mrd. €  | 14,8 Mrd. € | 12,0 Mrd. € | --          | --          | 107,8 Mrd. €  |
| 3. Quartal 2012 | 81,0 Mrd. €  | 17,4 Mrd. € | 12,0 Mrd. € | --          | --          | 110,4 Mrd. €  |
| 4. Quartal 2012 | 81,0 Mrd. €  | 18,2 Mrd. € | 12,0 Mrd. € | 39,5 Mrd. € | --          | 150,7 Mrd. €  |
| 1. Quartal 2013 | 113,0 Mrd. € | 19,0 Mrd. € | 12,0 Mrd. € | 41,3 Mrd. € | --          | 185,3 Mrd. €  |
| 2. Quartal 2013 | 130,5 Mrd. € | 21,1 Mrd. € | 14,4 Mrd. € | 41,3 Mrd. € | 3,0 Mrd. €  | 210,3 Mrd. €  |
| 3. Quartal 2013 | 133,5 Mrd. € | 21,1 Mrd. € | 15,4 Mrd. € | 41,3 Mrd. € | 4,5 Mrd. €  | 215,8 Mrd. €  |
| 4. Quartal 2013 | 133,5 Mrd. € | 24,8 Mrd. € | 17,7 Mrd. € | 41,3 Mrd. € | 4,6 Mrd. €  | 221,9 Mrd. €  |
| 1. Quartal 2014 | 133,5 Mrd. € | 24,8 Mrd. € | 17,7 Mrd. € | 41,3 Mrd. € | 4,6 Mrd. €  | 221,9 Mrd. €  |
| 2. Quartal 2014 | 139,8 Mrd. € | 26,0 Mrd. € | 17,7 Mrd. € | 41,3 Mrd. € | 4,75 Mrd. € | 229,55 Mrd. € |
| 3. Quartal 2014 | 141,8 Mrd. € | 26,0 Mrd. € | 17,7 Mrd. € | 39,7 Mrd. € | 5,35 Mrd. € | 230,55 Mrd. € |
| 4. Quartal 2014 | 141,8 Mrd. € | 26,0 Mrd. € | 17,7 Mrd. € | 39,7 Mrd. € | 5,7 Mrd. €  | 230,9 Mrd. €  |
| 1. Quartal 2015 | 130,9 Mrd. € | 26,0 Mrd. € | 17,7 Mrd. € | 38,2 Mrd. € | 5,7 Mrd. €  | 218,5 Mrd. €  |
| 2. Quartal 2015 | 130,9 Mrd. € | 26,0 Mrd. € | 17,7 Mrd. € | 38,2 Mrd. € | 5,7 Mrd. €  | 218,5 Mrd. €  |
| 3. Quartal 2015 | 143,9 Mrd. € | 26,0 Mrd. € | 17,7 Mrd. € | 35,7 Mrd. € | 5,8 Mrd. €  | 229,1 Mrd. €  |
| 4. Quartal 2015 | 152,3 Mrd. € | 26,0 Mrd. € | 17,7 Mrd. € | 35,7 Mrd. € | 6,3 Mrd. €  | 238,0 Mrd. €  |
| 1. Quartal 2016 | 152,3 Mrd. € | 26,0 Mrd. € | 17,7 Mrd. € | 35,7 Mrd. € | 6,3 Mrd. €  | 238,0 Mrd. €  |
| 2. Quartal 2016 | 159,8 Mrd. € | 26,0 Mrd. € | 17,7 Mrd. € | 35,7 Mrd. € | 6,3 Mrd. €  | 245,5 Mrd. €  |
| 3. Quartal 2016 | 159,8 Mrd. € | 26,0 Mrd. € | 17,7 Mrd. € | 35,7 Mrd. € | 6,3 Mrd. €  | 245,5 Mrd. €  |
| 4. Quartal 2016 | 162,6 Mrd. € | 26,0 Mrd. € | 17,7 Mrd. € | 34,7 Mrd. € | 6,3 Mrd. €  | 247,3 Mrd. €  |
| 1. Quartal 2017 | 160,6 Mrd. € | 26,0 Mrd. € | 17,7 Mrd. € | 34,7 Mrd. € | 6,3 Mrd. €  | 245,3 Mrd. €  |
| 2. Quartal 2017 | 160,6 Mrd. € | 26,0 Mrd. € | 17,7 Mrd. € | 33,7 Mrd. € | 6,3 Mrd. €  | 244,3 Mrd. €  |
| 3. Quartal 2017 | 168,3 Mrd. € | 26,0 Mrd. € | 17,7 Mrd. € | 33,7 Mrd. € | 6,3 Mrd. €  | 252,0 Mrd. €  |
| 4. Quartal 2017 | 169,1 Mrd. € | 26,0 Mrd. € | 17,7 Mrd. € | 31,7 Mrd. € | 6,3 Mrd. €  | 250,8 Mrd. €  |
| 1. Quartal 2018 | 174,8 Mrd. € | 26,0 Mrd. € | 17,7 Mrd. € | 29,7 Mrd. € | 6,3 Mrd. €  | 254,5 Mrd. €  |
| 2. Quartal 2018 | 175,8 Mrd. € | 26,0 Mrd. € | 17,7 Mrd. € | 26,7 Mrd. € | 6,3 Mrd. €  | 252,5 Mrd. €  |
| 3. Quartal 2018 | 190,8 Mrd. € | 26,0 Mrd. € | 17,7 Mrd. € | 26,7 Mrd. € | 6,3 Mrd. €  | 267,5 Mrd. €  |
| 4. Quartal 2018 | 190,8 Mrd. € | 26,0 Mrd. € | 17,7 Mrd. € | 23,7 Mrd. € | 6,3 Mrd. €  | 264,5 Mrd. €  |
| 1. Quartal 2019 | 190,8 Mrd. € | 26,0 Mrd. € | 17,7 Mrd. € | 23,7 Mrd. € | 6,3 Mrd. €  | 264,5 Mrd. €  |
| 2. Quartal 2019 | 190,8 Mrd. € | 26,0 Mrd. € | 17,7 Mrd. € | 23,7 Mrd. € | 6,3 Mrd. €  | 264,5 Mrd. €  |
| 3. Quartal 2019 | 190,8 Mrd. € | 26,0 Mrd. € | 17,7 Mrd. € | 23,7 Mrd. € | 6,3 Mrd. €  | 264,5 Mrd. €  |
| 4. Quartal 2019 | 190,8 Mrd. € | 24,0 Mrd. € | 17,7 Mrd. € | 23,7 Mrd. € | 6,3 Mrd. €  | 262,5 Mrd. €  |
| 1. Quartal 2020 | 190,8 Mrd. € | 24,0 Mrd. € | 17,7 Mrd. € | 23,7 Mrd. € | 6,3 Mrd. €  | 262,5 Mrd. €  |
| 2. Quartal 2020 | 190,8 Mrd. € | 24,0 Mrd. € | 17,7 Mrd. € | 23,7 Mrd. € | 6,3 Mrd. €  | 262,5 Mrd. €  |
| 3. Quartal 2020 | 190,8 Mrd. € | 24,0 Mrd. € | 17,7 Mrd. € | 23,7 Mrd. € | 6,3 Mrd. €  | 262,5 Mrd. €  |
| 4. Quartal 2020 | 190,8 Mrd. € | 24,0 Mrd. € | 17,7 Mrd. € | 23,7 Mrd. € | 6,3 Mrd. €  | 262,5 Mrd. €  |

## Kritik am ESM-Vertrag

### Verfassungsrechtliche Problematik
Die Ratifikation des ESM-Vertrags wurde von Umsetzungsgesetzen in den Mitgliedstaaten begleitet. In Deutschland waren das das ESM-Ratifizierungsgesetz, das ESM-Finanzierungsgesetz (ESMFinG) und eine Änderung des Bundesschuldenwesengesetzes. Nach der Verabschiedung dieser Gesetze durch Bundestag und Bundesrat reichten mehrere Gruppen und Einzelpersonen Verfassungsbeschwerden und eine Organklage beim Verfassungsgericht ein. Sie wurden begleitet von Anträgen auf einstweilige Anordnung, nach denen der Bundespräsident bis zur Entscheidung über die jeweilige Hauptsache die beschlossenen Gesetze nicht unterzeichnen und ausfertigen dürfe. Auf Grund eines Ersuchens des Bundesverfassungsgerichts ließ der Bundespräsident verlautbaren, das Gesetz erst nach Entscheidung des Bundesverfassungsgerichts unterzeichnen zu wollen.
Inhaltlich machten die Kläger wie schon in früheren Verfahren über die EFSF, die zum Teil von denselben Klägern angestrengt worden waren, geltend, dass der europäische Stabilitätsmechanismus Haftungsrisiken für die Bundesrepublik Deutschland mit sich bringen würde, die der Höhe nach unbegrenzt seien. Dadurch würde Deutschland im schlimmsten Fall mit so hohen Ausgaben belastet, dass der Deutsche Bundestag keine Gestaltungsmöglichkeiten beim Haushaltsplan hätte und die haushaltsrechtliche Gesamtverantwortung des Parlaments „leerlaufen“ würde. Nach früherer Rechtsprechung des Verfassungsgerichts würde dadurch das Wahlrecht der Deutschen nach Art. 38 GG entwertet, weil der Bundestag seiner Hauptverantwortung nicht mehr nachkommen könne. Teilweise machten die Kläger noch unterschiedliche weitere Ansprüche geltend, so dass der Bundestag als Ganzes über Ermächtigungen im Rahmen des ESM entscheiden müsse und nicht nur der Finanzausschuss oder dass der ESM-Vertrag dem Direktorium ohne Rechtfertigung zu weitgehende Immunitätsansprüche geben würde.
Es klagten der Bundestagsabgeordnete Peter Gauweiler, eine Gruppe um den Staatsrechtler Karl Albrecht Schachtschneider, der schon wie Gauweiler mehrfach gegen Integrationsschritte der Europäischen Union Verfassungsbeschwerde eingelegt hat. Mit ihm klagen der Publizist Bruno Bandulet und die Wirtschaftsprofessoren Wilhelm Hankel, Joachim Starbatty und Wilhelm Nölling. Die Beschwerde wurde von den Freien Wählern unterstützt, der Verband Mehr Demokratie, dessen Verfassungsbeschwerde sich 11692 Einzelpersonen angeschlossen hatten, die Mitglieder der Bundestagsfraktion Die Linke, Johannes Schorr, die Mitglieder der Landtagsfraktion der Freien Wähler in Bayern. Die Bundestagsfraktion der Linken erhob zugleich Organklage.
Am 12. September 2012 lehnte das Bundesverfassungsgericht die genannten Eilanträge ab. Es verband damit Auflagen; so müsste Deutschland bei der Ratifikation völkerrechtlich verbindlich erklären, dass die Geheimhaltung beim ESM nicht die inhaltlich vollständige Unterrichtung des Bundestages verhindern würde und eine Klarstellung von auch anders zu verstehenden Formulierungen nachreichen, dass die Zahlungsverpflichtung Deutschlands auf das genehmigte Kapital des ESM vom 190 Milliarden Euro begrenzt sei und eine Erhöhung dieses Betrags nur unter Beteiligung der Gremien geschehen würde, in denen Deutschland ein Vetorecht hat. Daraufhin gaben alle Mitgliedstaaten des ESM eine entsprechende Erklärung ab, ein erneuter Eilantrag der Kläger bezüglich der Form dieser Erklärung wurde vom Bundesverfassungsgericht am 17. Dezember 2013 abgewiesen.
Die mündliche Verhandlung im Hauptsacheverfahren wurde vom Gericht auf den 11. und 12. Juni 2013 angesetzt; am 18. März 2014 wies das Gericht die Klagen endgültig ab. In der Entscheidung verwarf das Gericht die Argumentation der Kläger, die maximale Haftung der Bundesrepublik aus dem ESM würde den Bund nicht so weit belasten, dass die haushaltsrechtliche Gesamtverantwortung des Parlaments entwertet würde. Es machte allerdings eine Auflage: Der Gesetzgeber müsse haushaltsrechtlich durchgehend sicherstellen, dass die Bundesrepublik Deutschland Kapitalabrufen nach dem ESM-Vertrag fristgerecht und vollständig nachkommen kann. Das ist entscheidend, weil säumige Zahler in den ESM-Gremien das Stimmrecht verlieren und in diesem Fall die Rückkopplung aller Entscheidungen im ESM an die deutschen Vertreter und über sie vermittelt an den Bundestag und letztlich die Wähler verloren ginge. Weil im ESM-Vertrag kurze Fristen von drei und zwei Monaten, sowie im Einzelfall nur zwei Wochen für Zahlungen vorgesehen sind, könnten die Mechanismen des Grundgesetzes für einen Nachtragshaushalt unter Umständen nicht ausreichen. Ein Nothaushalt nach Art. 112 GG käme nicht in Betracht, wenn die Zahlungsverpflichtung schon als möglich absehbar gewesen war. Deshalb müsse der Bundestag zu erwartende Verpflichtungen an den ESM bei der Aufstellung des Bundeshaushaltes berücksichtigen und in den Haushaltsplan einstellen.

### ESM-Vertrag ohne Austrittsrecht
Es wird kritisiert, dass der ESM auf Dauer angelegt ist und es kein Austrittsrecht für ESM-Mitgliedstaaten gibt. Laut Völkerrecht gibt es nur die Möglichkeit zu kündigen, wenn sich die Grundlagen insgesamt verändert haben. Im Vorfeld der Abstimmung in Deutschland am 29. Juni 2012 über das Gesamtpaket der Maßnahmen zur Rettung des Euro gab es unterschiedliche Auslegungen. Die deutsche Bundesregierung vertrat die Ansicht, Interessen der einzelnen Bundesländer seien „in Angelegenheiten des ESM nicht betroffen“ und es handle sich um einen völkerrechtlichen Vertrag.

### Souveränitätsverlust
Die Mitglieder des Gouverneursrats sind Regierungsmitglieder der jeweiligen ESM-Mitglieder mit Zuständigkeit für Finanzen, womit nach Ansicht von Kritikern die jeweilige Finanz- bzw. Budget-Souveränität in Fragen des eigenen Staatshaushaltes abgetreten wird.
Jeder Mitgliedstaat, der Hilfe durch den ESM erhält, hat ein makroökonomisches Anpassungsprogramm umzusetzen, also wirtschaftspolitische Auflagen einzuhalten (Art. 13). Gegenüber dem ESM ist der IWF als Gläubiger vorrangig (Präambel des Vertrages, S. 8, Nr. 13).

### Haftung und Kapitalabruf
Kritisiert wird, dass das ESM-Management restliches Haftungskapital (derzeit bis zu 620 Milliarden Euro) bereits mit einfacher Mehrheit nachfordern könne.
Die Schadensbeteiligungspflichten privater Gläubiger sind dem Bund der Steuerzahler viel zu vage. In der ESM-Vertragspräambel ist lediglich von einer Beteiligung in „Ausnahmefällen“ die Rede.

### Kreditvolumen nicht ausreichend
Der IWF und die OECD haben wiederholt gewarnt, dass die bisher geplanten Maßnahmen des Euro-Rettungsschirms nicht ausreichen, falls große Euro-Staaten in Schieflage geraten.

### Kreditvergabe nicht transparent
Die Tatsache, dass die Vergabe von ESM-Krediten durch den Gouverneursrat erfolgt, und hier keine objektiven, transparenten Kriterien definiert sind, wurde kritisiert. In Artikel 34 ist geregelt, dass die Mitglieder des Gouverneursrats und des Direktoriums sowie alle anderen Personen, die für den ESM tätig sind oder waren, einer gesetzlichen Schweigepflicht, auch gegenüber dem eigenen Mitgliedstaat, unterliegen. Einziger Entscheidungsfaktor für eine Aktivierung des ESM sei, ob „dies unabdingbar ist, um die Stabilität des Euro-Währungsgebietes zu wahren“, was als rein subjektives, politisches Entscheidungskriterium aufgefasst wurde. Entscheidungen über die Vergabe von ESM-Mitteln sind unanfechtbar. Bei „Gefahr in Verzug“ kann die Vergabe von Krediten und Haftungen mit qualifizierter Mehrheit von 85 Prozent des Grundkapitals beschlossen werden, was kleinere Staaten nach Ansicht von Kritikern potenziell benachteiligt.

### Deutsche Kritiker

#### Bundesbank
Die Bundesbank warnte in einer offiziellen Stellungnahme vom 19. September 2011: „Mit den Beschlüssen der Staats- und Regierungschefs des Euro-Währungsgebiets und der EU-Organe vom 21. Juli 2011 wurden an entscheidenden Stellen erneut Änderungen an den Reformvorhaben vorgenommen. Es wurde beschlossen, den Instrumentenkasten der EFSF (und des zukünftigen ESM) deutlich auszuweiten. […] Mit diesen Beschlüssen erfolgt ein weiterer großer Schritt in Richtung gemeinschaftlicher Haftung und geringerer Disziplinierung durch die Kapitalmärkte, ohne dass im Gegenzug die Kontroll- und Einflussmöglichkeiten auf die nationalen Finanzpolitiken spürbar verstärkt werden.“
Auf dem Treffen der EU-Finanzminister und Notenbankchefs in Breslau am 17. September 2011 lehnte Bundesbankpräsident Jens Weidmann die Anleihenkäufe durch den europäischen Rettungsfonds EFSF ab. Die Variante, den Rettungsfonds mit einer Banklizenz auszustatten, um bei der EZB frisches Geld für Anleihenkäufe zu besorgen, negierte Weidmann mit der Begründung, die politische Unabhängigkeit der EZB dürfe nicht zur Finanzierung von Staatsschulden herangezogen werden, „egal ob über einen Umweg oder direkt“. Jedoch braucht der ESM keine Banklizenz, da er sie durch den Vertrag zugebilligt bekommt.

#### Rechnungshofpräsidenten
Am 13. und 14. September 2011 fand in Wiesbaden die Konferenz der Rechnungshofpräsidenten des Bundes und der Länder statt. Die Teilnehmer sprachen sich dafür aus, eine wirksame, mit Prüfungsrechten ausgestattete öffentliche Finanzkontrolle des ESM einzurichten.

#### Sachverständigenrat
Nach Ansicht des Sachverständigenrates wurde mit dem Europäischen Stabilitätsmechanismus noch nicht das Problem behoben, dass die Auslösung der Restrukturierung eine politische Entscheidung bleibt. Die Möglichkeit einer Insolvenzverschleppung besteht weiterhin, weshalb die Folgen von staatlichen Schuldenkrisen für die Gläubiger weiterhin nur schwer vorhersehbar sind. Er fordert zudem als notwendiges ergänzendes Element eine dauerhafte Entkopplung von Banken- und Schuldenkrise.

#### Ifo-Institut
Die Einführung des Europäischen Stabilisierungsmechanismus wurde unter anderem vom ifo Institut für Wirtschaftsforschung kritisiert, dessen ehemaliger Präsident Hans-Werner Sinn davor warnte, dass der Rettungsschirm für Deutschland „ein unkalkulierbares Abenteuer“ und „eine sichere Wachstumsbremse“ darstelle. Er begründete dies unter anderem damit, dass Deutschland de facto die Gewährleistung für die Schulden der anderen Euro-Staaten übernehme und dadurch die Refinanzierungskosten für den deutschen Staat steigen würden. Er plädiert für die kontrollierte Beendigung des Milliardentransfers in hilfsbedürftige Länder und kritisiert die deutsche Bundesregierung und den Deutschen Bundestag dafür, durch Versäumnisse zur Forderung nach eindeutigen Kreditbedingungen den Euro zu schwächen und das europäische Einigungswerk zu gefährden.

#### Politische Parteien
Der FDP-Bundestagsabgeordnete und -Finanzpolitiker Frank Schäffler kritisiert den Rettungsschirm seit langem vehement. Unter anderem wirft er dem Europäischen Rat vor, „kollektive Rechtsbrüche“ der Nichtbeistandsklausel zu begehen sowie eine „wirtschaftspolitische Zentralisierung und den grenzenlosen Primat der Politik über die Wirtschaft in der Europäischen Union“ und eine „monetäre Planwirtschaft“ anzustreben. Ein FDP-Mitgliederentscheid wurde von ihm und anderen FDP-Politikern wie Burkhard Hirsch vorbereitet.
Am 16. Dezember 2011 wird das Ergebnis bekannt. Es beteiligten sich 20.364 Mitglieder (davon gaben 20.178 einen gültigen Stimmzettel ab). Das Quorum von 33 % der Mitglieder wurde verfehlt – der Mitgliederentscheid damit formal zu einer Mitgliederbefragung. Auf den Antrag A der Schäfflergruppe entfielen 44,2 %, auf den Antrag B des Bundesvorstandes 54,4 %.
Ebenso kommt Kritik von einigen CSU-Politikern wie beispielsweise Bundestagsabgeordneter Peter Gauweiler, die das Vorhaben der Regierung Merkel nicht mittragen wollen. CSU-Generalsekretär Alexander Dobrindt kritisierte im September 2012 den kurz zuvor bekanntgegebenen Beschluss der EZB zum Kauf von Staatsanleihen scharf.
Aus den Reihen der Grünen meldet Hans-Christian Ströbele erhebliche Bedenken an. Die Krise habe bereits eine historische Dimension erreicht und die Demokratie sei akut gefährdet. Die Entscheidung, ob er dem ESM zustimmen wird, werde er noch sorgfältig abwägen. Er hat den ESM in der Abstimmung abgelehnt.
Aus den Reihen der SPD lehnen vereinzelte Politiker wie Bundestagsabgeordnete Peter Danckert und Swen Schulz den ESM aus verfassungsrechtlichen Gründen ab, da Parlamentsrechte aufgegeben werden.
Aus den Reihen der Linkspartei wird der ESM insgesamt abgelehnt, da dadurch unter anderem eine falsche Umverteilungspolitik zugunsten der internationalen Finanzspekulanten erfolge. Eine Volksabstimmung wird gefordert. Politiker der Linken wie Gregor Gysi befürchten, dass mit dem ESM durch die EU-Bürokratie ein Sozialabbau einhergeht und „wirtschaftspolitische Instrumente […] zur Aufrechterhaltung von Sozialstaatsgarantien“ abgeschafft werden. Die Linke gab ein Gutachten beim Wissenschaftlichen Dienst des Bundestages in Auftrag, das dieser am 5. September 2012 vorlegte. Das Gutachten sieht das Budgetrecht des Deutschen Bundestags durch den ESM verletzt, da eine „womöglich unmittelbare und potentiell unbestimmte Haftung“ für die Schulden anderer Staaten übernommen werde.
Die Partei Freie Wähler lehnt den ESM ab. Sie wollte mit der Ablehnung des ESM bei der Bundestagswahl 2013 den Sprung in den Bundestag schaffen, was jedoch nicht gelang. Mit bundesweiten Demonstrationen, Montagsdemos und Kundgebungen mit den Bündnispartnern Zivile Koalition e. V. und dem Bund der Steuerzahler BdSt wurde öffentlich der ESM kritisiert. Die FREIE WÄHLER Fraktion im Bayerischen Landtag klagte als erste Fraktion eines Länderparlaments vor dem Bundesverfassungsgericht gegen ESM und Fiskalpakt.

#### Ökonomen
Der Vorsitzende der Stiftung Ordnungspolitik, Lüder Gerken, kritisiert, dass der Stabilitätsmechanismus den Kern des Problems der südeuropäischen Länder nicht erfasse: Dieses liege nicht in der Staatsverschuldung allein, sondern in der Verschuldung der Gesamtvolkswirtschaft aufgrund des anhaltenden Leistungsbilanzdefizits. Diesem könne nur durch realwirtschaftliche Reformen begegnet werden. Solche Reformen seien zwar in den vereinbarten Mechanismen vorgesehen, indem die Gewährung der Finanzhilfen an „strenge Auflagen“ geknüpft werden soll; Gerken gibt aber zu bedenken, dass diese Auflagen in der Praxis nicht mit der notwendigen Strenge durchgesetzt werden können, da die übrigen Euro-Staaten einem insolvenzgefährdeten Mitgliedstaat Finanzhilfen kaum versagen könnten und daher ihre Verhandlungsposition geschwächt sei. Gerken sieht in dieser Verschleppung notwendiger staatsinterner Reformen die Gefahr einer dauerhaften Inanspruchnahme des Stabilitätspakts durch einige Länder und betrachtet die Maßnahmen als – nicht beabsichtigten, aber hingenommenen – Weg in die „Schuldenunion“.
Der Ökonom Max Otte kritisierte die geplante europäische Regelung für einen Stabilisierungsmechanismus zur Euro-Absicherung und die Position von Bundeskanzlerin Angela Merkel: „Milliardäre und Oligarchen – das sind die Akteure, die wir ‚retten‘.“

#### Bund der Steuerzahler
Nach Bekanntwerden des Vorziehens des ESM in das Jahr 2012 forderte der Bund der Steuerzahler am 5. Dezember 2011 den Deutschen Bundestag auf, der Schaffung eines ESM in jedem Fall die Zustimmung zu verweigern. Folgende Mechanismen des ESM wurden gerügt:
- der ESM-Gouverneursrat kann letztlich unbegrenzt hohe Kreditsummen bewilligen;
- die Steuerzahlerbürgschaften sind damit unbegrenzt;
- kein Austrittsrecht für ESM-Mitgliedstaaten;
- unzureichende Beteiligung privater Gläubiger.

Der Bund der Steuerzahler fürchtete um die finanzpolitische Souveränität Deutschlands. Außerdem setze die vorzeitige Einführung die nationalen Parlamente zusätzlich unter Druck.

#### Initiativen gegen den ESM
Im überparteilichen Bündnis Bürgerwille hatten sich Tausende Bürger, u. a. namhafte Personen aus Wissenschaft, Politik und Gesellschaft, zusammengeschlossen, um gegen die Euro-Rettungspolitik vorzugehen.
Unterstützt vom Bund der Steuerzahler gründeten zehn Bundestagsabgeordnete im Mai 2012 eine „Allianz gegen den ESM“. Der temporäre Rettungsschirm EFSF müsse wie geplant 2013 auslaufen. Die dauerhafte Nachfolgeeinrichtung ESM dürfe es nicht geben, forderten die Abgeordneten Klaus-Peter Willsch (CDU) und Sylvia Canel (FDP).
Im Juni 2012 wandten sich 40 vornehmlich aus Forschung und Wissenschaft kommende ESM-Gegner in einer „Außerparlamentarischen Großen Anfrage“ an Bundeskanzlerin Angela Merkel. Die Anfrage wurde mit der Bitte um einen Dialog verbunden, „bevor unumkehrbare und verhängnisvolle Entscheidungen im Zusammenhang mit dem ESM und dem Fiskalpakt getroffen werden“.
Attac Aachen startete Ende Juni 2012 eine umstrittene Postkartenaktion, die die Zustimmung zum Fiskalpakt und zum ESM mit dem Ermächtigungsgesetz von 1933 gleichsetzte. Attac Deutschland hat sich nach Bekanntwerden der Aktion davon distanziert.

### Österreich
Der Obmann der FPÖ sowie die Kärntner Landesregierung haben im November 2012 weitgehend gleichlautende Beschwerden gegen den ESM-Vertrag beim österreichischen Verfassungsgerichtshof eingereicht. Dies ist nicht schon vor der endgültigen Ratifizierung geschehen, weil ein völkerrechtlicher Vertrag wie der ESM-Vertrag in Österreich erst im Bundesgesetzblatt für die Republik Österreich kundgemacht werden muss, bevor eine Verfassungsklage dagegen möglich ist. Dies erfolgt allerdings erst, wenn der Vertrag auch völkerrechtlich in Kraft getreten ist.
Der Innsbrucker Europarechtler Walter Obwexer kritisiert das Folgende: „Im Gegensatz zu anderen EU-Institutionen, wie der EU-Kommission, ist keine parlamentarische Kontrolle vorgesehen. Es gibt auch keinen parlamentarischen Einfluss auf sein Wirken. Der ESM wird mit wenigen Ausnahmen (z. B. EuGH-Zuständigkeit bei Schlichtungsverfahren) in kein vorhandenes System der Gewaltenteilung eingebunden. Seine Tätigkeit ist nicht öffentlich und nicht transparent.“ Das Direktorium würde somit das eingezahlte Grundkapital nach eigenem Ermessen veranlagen. Der ESM hätte zudem die Möglichkeit, Kredite aufzunehmen. Obwexer kritisiert, dass trotz dieser erlaubten Finanzgeschäfte keine Prüfung durch den EU-Rechnungshof vorgesehen ist. Die Rechnungsprüfung erfolge laut Vertrag durch externe Prüfer, die vom Gouverneursrat beauftragt würden.

### Niederlande
Der Niederländische Rechnungshof bezeichnete 2012 die mangelnde Rechnungsprüfung als wichtige Lücke im ESM-Vertrag.

## Bestätigung durch den Europäischen Gerichtshof
Nach einer Verfassungsbeschwerde des irischen Abgeordnete Thomas Pringleer gegen den Fiskalpakt und den ESM entschied der Europäische Gerichtshof, der ESM habe nicht gegen das Haftungsverbot verstoßen.

## Reform
Nach jahrelangen Verhandlungen einigten sich die EU-Finanzminister am 30. November 2020 auf eine Reform des ESM. Am 27. Januar und 8. Februar 2021 unterzeichneten die ESM-Mitgliedsstaaten die Vereinbarung zur Änderung des ESM-Vertrages. Sie befindet sich seither im Prozess der Ratifikation.

### Ratifikation der Reform in Deutschland
Im Juni 2021 beschloss der Deutsche Bundestag ein Gesetz zur Umsetzung der Reform, das auch der Bundesrat billigte. Dagegen legten jedoch sieben Bundestagsabgeordnete der FDP Verfassungsbeschwerde ein, weil das Gesetz den Charakter einer Grundgesetzänderung habe und deshalb eine Zweidrittelmehrheit erforderlich sei. Auf Bitte des Bundesverfassungsgerichts setzte Bundespräsident Frank-Walter Steinmeier die Ausfertigung des Gesetzes am 1. Juli 2021 vorläufig aus, wodurch es vorerst nicht in Kraft treten konnte. Das Bundesverfassungsgericht verwarf am 13. Oktober 2022 die Beschwerde als unzulässig.